# Battaglia di Chickasaw Bluffs
La battaglia di Chickasaw Bluffs (o Chickasaw Bayou) venne combattuta nei dintorni Vicksburg tra il 26 dicembre 1862 e il 1º gennaio 1863, e segnò l'inizio della campagna di Vicksburg durante la guerra civile americana. La vittoria dell'esercito confederato non ebbe gravi ripercussioni sull'esito finale della guerra.

## Antefatti
Nel novembre del 1862 il generale Ulysses S. Grant, comandante delle forze dell'Unione in Mississippi, intraprese una campagna per conquistare la città di Vicksburg (nella contea di Warren a circa 380 km a nord-est di New Orleans) lungo il fiume Mississippi. Grant divise il suo esercito, composto da 70000 uomini, in due ali, una comandata direttamente da lui e l'altra affidata al maggior generale William T. Sherman. Grant progettò di avanzare lungo la Ferrovia centrale del Mississippi nella zona più a nord dello Stato e inviò Sherman, insieme con una forza navale, a valle verso Vicksburg. Le 7 corvette e le 59 imbarcazioni da trasporto truppe di Sherman arrivarono nelle vicinanze di Vicksburg alla vigilia di Natale. Dopo essere avanzate lungo il fiume  Yazoo le imbarcazioni sbarcarono 32000 uomini dell'Unione a nord della città. Gli uomini di Sherman si trovarono di fronte un'impenetrabile labirinto di difese naturali e umane: un luogo con una fitta boscaglia e ampie paludi; inoltre i Confederati avevano creato delle barriere difensive usando alberi caduti.

## La battaglia
Alcune schermaglie avvennero nei giorni 26 e 27 dicembre. Il 28 dicembre Sherman si mosse per ingaggiare la battaglia decisiva, tentando di aggirare il fianco destro Confederato ma l'esiguo spazio di manovra per le sue truppe e la tenace resistenza dell'esercito Confederato condannarono l'assalto Unionista al fallimento.
La mattina del 29 dicembre Sherman ordinò un bombardamento generale di artiglieria sulle difese Confederate per indebolirle, prima di tentare una nuova avanzata. Per almeno quattro ore un duello di artiglieria sconvolse la linea del fronte. A mezzanotte i bombardamenti cessarono e la fanteria incominciò ad avanzare. Due brigate Unioniste tentarono di sfondare al centro, forti del numero maggiore di uomini, ma incontrarono una forte resistenza quando entrarono in contatto con le linee Confederate.
Siccome l'assalto di terra dei soldati dell'Unione aveva ricevuto un brusco arresto di fronte alle difese Confederate e cominciava a diminuire di intensità, il Generale di brigata confederato Stephen D. Lee ordinò ai suoi uomini di procedere a un contrattacco, durante il quale catturò oltre 300 soldati dell'Unione.
Un altro assalto dell'Unione, condotto dal Maggior Generale A.J. Smith e incominciato contro il fianco sinistro Confederato, incontrò la stessa tenace resistenza e non conquistò neanche un metro di terreno. Dopo il fallimento degli assalti del 29 dicembre, Sherman decise di interrompere il tentativo di conquistare Vicksburg. Il 1º gennaio 1863 ritirò i suoi uomini.
Sfortunatamente per i Confederati, e in particolare per John C. Pemberton, la battaglia di Chickasaw Bluffs offrì delle preziose notizie sulle linee difensive e sui metodi di ingaggio dei Confederati, tanto che, in soli sei mesi, l'esercito di Grant avrebbe marciato vittorioso all'interno della città.